# Alamin
De alamin (of alamí in het Valenciaans, van een Arabische term die ‘vertrouwenspersoon’ betekent) was de centrale figuur van de aljama, gekozen door de burgemeester (vergelijkbaar met rechter). Dit ambt had verschillende functies. De belangrijkste waren het verdedigen van de economische belangen van de koning en van de inwoners van de Moren die van hem afhankelijk waren. Daarnaast had hij de leiding over de rechtspraak, samen met de baljuw en de alcadin, in geval van overmacht. De overige taken die hij als minder belangrijke taken uitvoerde, bestonden uit het toezicht houden op de voedselhandel en op de kwaliteit en prijs van het voedsel.
De alamin werd relatief goed betaald en was vrijgesteld van belasting, behalve tijdens ernstige economische crises.
In 1298 gaf koning Jacobus II van Aragon de Alamins absolute controle over de islamitische handel van de aljama. Ook beval hij zijn ambtenaren die verantwoordelijk waren voor de handel in het algemeen dat zij zich niet met de zaken van de alamins mochten bemoeien.